# فورست سيتي (جوهر)
فورست سيتي هي مشروع سكني ضخم يقع في ولاية جوهر الماليزية.المشروع ضمن حزام واحد طريق واحد الصيني .